# Nebojša Skopljak
Nebojša Skopljak (Небојша Скопљак; sinh ngày 12 tháng 5 năm 1987) là một cầu thủ bóng đá Serbia thi đấu ở vị trí hậu vệ cho câu lạc bộ Serbia TSC Bačka Topola.